# Adrian Maleika
Adrian Maleika (* 22. November 1965; † 17. Oktober 1982 in Hamburg-Altona) war ein Fan des SV Werder Bremen und das erste Todesopfer bei Übergriffen von Hooligans in der Bundesrepublik Deutschland. Er starb am 17. Oktober 1982, einen Tag nach dem Überfall auf ihn auf dem Weg zum DFB-Pokalspiel zwischen dem Hamburger SV und SV Werder Bremen, im Allgemeinen Krankenhaus Altona an einem Schädelbasisbruch und Hirnblutungen.

## Vorgeschichte
In den 1970er Jahren nahm auch in der Bundesrepublik Deutschland das Problem von Gewalt zwischen rivalisierenden Fangruppen, der sogenannte Hooliganismus, zu. Dies galt auch für Teile der Anhängerschaft der beiden großen Nordklubs Werder Bremen und HSV.

## Überfall
Der 16-jährige Bremer Glaserlehrling aus einer oberschlesischen Spätaussiedlerfamilie war mit anderen Werder-Fans auf dem Weg zum DFB-Pokalspiel des SV Werder beim Hamburger SV, als er von Mitgliedern der für ihre Aggressivität berüchtigten Hamburger Fan-Gruppierung Die Löwen unweit des Volksparkstadions angegriffen wurde. Die Gruppe war von Rechtsradikalen unterwandert. Er war nicht am S-Bahnhof Stellingen, der dem Stadion am nächsten liegt und von Polizisten überwacht wurde, ausgestiegen, sondern eine Station weiter zum S-Bahnhof Eidelstedt gefahren. Auf dem Weg zum Stadion, durch ein Gewerbegebiet und anschließend durch ein Gehölz auf dem Areal des Altonaer Volksparks, kam es zu einem Überfall durch Mitglieder jener HSV-Fangruppierung auf die Gruppe Werder-Fans, in der sich auch Maleika bewegte. Dabei wurden unter anderem Gaspistolen, Leuchtmunition, CS-Gas, Knüppel und Mauersteine eingesetzt. Maleika wurde von einem Stein am Kopf getroffen. Obwohl er bereits am Boden lag, traten Mitglieder der Löwen noch auf den 16-Jährigen ein.
Maleika starb tags darauf im Allgemeinen Krankenhaus Altona an den Folgen der Verletzungen (Schädelbasisbruch, Gehirnblutungen). Er wurde am 22. Oktober 1982 auf dem Friedhof Huckelriede in Bremen-Huckelriede beigesetzt, an der Trauerfeier nahmen auch die damaligen Manager des SV Werder, Willi Lemke, und des HSV, Günter Netzer, sowie Werder-Vizepräsident Klaus-Dieter Fischer und Bremens Mannschaftskapitän Benno Möhlmann teil.

## Nachwirkung
Um „Racheakte“ und künftige Zusammenstöße zu vermeiden, trafen sich im Dezember rund 200 Fan-Delegierte beider Vereine sowie die Manager Lemke und Netzer in Scheeßel, etwa auf halber Strecke zwischen den beiden Hansestädten. Dort wurde, so Skrentny/Prüß, ein „Stillhalteabkommen“ vereinbart.
Die Hamburger Sportjugend rief mit Unterstützung der Hansestadt das bis heute bestehende HSV-Fanprojekt ins Leben. Dieses erwarb sich auch Verdienste, weil Teile der rechtsradikalen Szene, die in den 1980ern und frühen 1990ern im Umfeld des HSV aufgetaucht waren, zurückgedrängt wurden.
Am 6. Dezember 1983 wurden acht Mitglieder, sieben Männer und eine Frau, des Hamburger Fanclubs Die Löwen von der 4. Strafkammer des Hamburger Landgerichts wegen Gefährlicher Körperverletzung, Landfriedensbruchs oder Beteiligung an einer Schlägerei angeklagt. Das Urteil wurde am 19. Dezember 1983 verkündet: Ein Angeklagter wurde zu zweieinhalb Jahren Gefängnisstrafe verurteilt, ein anderer, der als einziger der Angeklagten ein Teilgeständnis abgelegt hatte, erhielt zwölf Monate Bewährungsstrafe und eine Frau musste zehn Arbeitsmaßnahmen verrichten. Freigesprochen wurden fünf Angeklagte. Es blieb jedoch ungeklärt, wer Maleika getötet hatte. In seiner Urteilsbegründung sagte der Richter unter anderem, die Reaktionen der Angeklagten und ihrer Freunde im Zuhörersaal ließen befürchten, „dass der tragische Tod Adrians nur als Betriebsunfall angesehen wird.“

## Ehrung
Von 1987 bis 2003 fanden Adrian-Maleika-Gedächtnisturniere statt. Seit dem 17. Oktober 2012, 30 Jahre nach Maleikas Tod, befindet sich in der Ostkurve des Bremer Weserstadions eine Gedenktafel.
Am 17. Oktober 2022 wurde anlässlich des 40. Todestages auch am Hamburger Volksparkstadion eine Gedenktafel enthüllt.